# Sydlig snårtyrann
Sydlig snårtyrann (Sublegatus modestus) är en fågel i familjen tyranner inom ordningen tättingar.

## Utseende
Sydlig snårtyrann är en liten, färglös tyrann. Fjäderdräkten är mellanbrun med ljusgul buk och två vitaktiga vingband. Jämfört med liknande amazonsnårtyrannen är den starkare gul på buken och vingbanden är tydligare och vitare.

## Utbredning och systematik
Sydlig snårtyrann delas in i två underarter:
- Sublegatus modestus modestus – förekommer från tropiska östra Peru till Maranhão, Pernambuco och Paraná i östra Brasilien
- Sublegatus modestus brevirostris – förekommer från östra Bolivia till Paraguay, Uruguay och centrala Argentina

Arten flyttar vintertid norrut in till Amazonområdet.

## Levnadssätt
Sydlig snårtyrann häckar i torra buskmarker och öppet skogslandskap. Vintertid ses den i ungskog och igenväxande marker.

## Status och hot
Arten har ett stort utbredningsområde och tros öka i antal. Internationella naturvårdsunionen IUCN listar den därför som livskraftig (LC).